# Gueorgui Ushakov

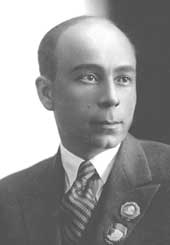
Gueorgui Ushakov.

Gueorgui Alekséievich Ushakov (en ruso: Георгий Алексеевич Ушаков) (17 de enero de 1901 - Moscú, 3 de diciembre de 1963) fue un explorador soviético del océano Ártico.
Nació y se crio en Siberia oriental. En 1926 fundó el primer asentamiento ruso en la isla de Wrangel (llamado en la actualidad Ushakovski) y fue su primer dirigente de 1926 a 1929. 
Durante 1930-32, Ushakov dirigió una expedición que exploró el archipiélago de la Tierra del Norte (Sévernaya Zemliá), en el ártico soviético en la que participó el explorador Nikolái Urvántsev.
En 1935, dirigió otra expedición a altas latitudes en el rompehielos Sadkó, en el curso de la cual descubrió una isla en el mar de Kara, llamada actualmente Isla de Ushakov (Óstrov Ushakova) en su honor.
Ushakov falleció en 1963 en Moscú, pero está enterrado en Sévernaya Zemliá.